# Deltote albigutta
Deltote albigutta is een vlinder van de familie van de uilen (Noctuidae). De wetenschappelijke naam van deze soort is voor het eerst voorgesteld als Eustrotia albigutta door Emilio Berio in een publicatie uit 1959.
De soort komt voor op Madagaskar.